# Pitbull
Armando Cristian Pérez (sinh ngày 15 tháng 1 năm 1981), được biết đến với nghệ danh Pitbull, là một ca sĩ nhạc rap, nhạc sĩ, nhà sản xuất người Mỹ gốc Cuba. Anh xuất hiện lần đầu trước công chúng với vai trò hợp tác cùng Lil Jon trong album Kings of Crunk năm 2002. Năm 2004, anh phát hành album đầu tay của riêng mình có tên M.I.A.M.I. (viết tắt của Money Is a Major Issue) dưới hãng đĩa TVT Records. Kể từ đó, anh phát hành thêm 2 album nữa dưới hãng này, El Mariel năm 2006 và The Boatlift năm 2007. Năm 2009, anh phát hành album thứ tư, Rebelution, với đĩa đơn "I Know You Want Me (Calle Ocho)", đạt đến vị trí số 2 trên Billboard Hot 100 của Mỹ, vị trí quán quân ở Pháp và European Hot 100 Singles, đồng thời lọt vào top 10 ở Anh, Canada, Ý, Hà Lan. Anh ký hợp đồng với hãng Polo Grounds Music thuộc Sony Music sau đó và mở công ty thu âm riêng có tên Mr. 305 Inc. Album Rebelution đã tiêu thụ được tổng cộng 7,5 triệu bản trên toàn thế giới.
Pitbull cũng là người dẫn chương trình của chương trình truyền hình tiếng Tây Ban Nha trên kênh truyền hình cáp Mun2, có tên La Esquina (The Corner).
Năm 2005 Pitbull và rapper Sean 'Diddy' Combs cùng thành lập Bad Boy Latino, một chi nhánh của hãng Bad Boy Records của Combs. Hãng tập trung vào thể loại Latin Rap, Latin Soul và Tropical, và có các văn phòng tại Miami và New York. Cùng với việc đồng sáng lập, Pitbull hiện là trưởng bộ phận A&R của công ty.
Năm 2011, Pitbull phát hành album phòng thu bằng tiếng Anh có tên Planet Pit ngày 21 tháng 6 năm 2011. Anh cộng tác cùng T-Pain trong đĩa đơn đầu tiên từ album, "Hey Baby (Drop It To The Floor)". Anh cũng đã góp mặt trong đĩa đơn của Jennifer Lopez, "On the Floor", đạt vị trí quán quân ở nhiều quốc gia. Tháng 3 năm 2011, Pitbull phát hành đĩa đơn thứ hai, "Give Me Everything" cùng sự tham gia của Ne-Yo, Afrojack và Nayer; ca khúc này cũng đạt được thành tích cao trên các bảng xếp hạng âm nhạc. Đĩa đơn thứ ba "Rain Over Me" có sự kết hợp với Marc Anthony cũng đạt nhiều thành công khi phát hành rộng rãi trên thị trường thế giới.

## Thời thơ ấu
Perez được sinh ra tại Miami, Florida trong một gia đình người Cuba. Khi mới ba tuổi, anh đã có thể đọc thuộc lòng các tác phẩm của nhà thơ và cũng là người anh hùng dân tộc Cuba, José Martí. Anh sớm gặp phải nhiều vấn đề khi bắt đầu sự nghiệp hat rap của mình bởi vì anh có màu da trắng, đôi mắt xanh, đến từ phía Nam và là người gốc Cuba. Anh chịu ảnh hưởng bởi thể loại bass Miami của nhạc pop và đã tiết lộ rằng Celia Cruz và Willy Chirino chính là nguồn cảm hứng cho âm nhạc của anh. Cha mẹ Perez ly thân từ khi anh còn nhỏ, và anh đã được nuôi dưỡng bởi mẹ mình. Sau đó, anh đã được một gia đình khác ở Roswell, Georgia nhận nuôi. Ở tuổi mười sáu, mẹ Perez đã đuổi anh ra khỏi nhà sau khi anh trở thành một nhà buôn ma túy, giống như cha anh trước đó. Sau đó, anh tốt nghiệp trường trung học Miami Coral Park High School và tập trung vào sự nghiệp hát rap của mình.
Pitbull giải thích về lý do anh chọn nghệ danh cho mình, theo tên của một loài chó, "Chúng được đặt ngoài vòng pháp luật ở Quận Dade. Chúng, về cơ bản giống hệt như tôi. Và đó là một cuộc chiến không đổi.". Sau khi gặp được Lil Jon ở Miami, Pitbull có góp giọng trong album phòng thu phát hành năm 2002 của Lil Jon và The East Side Boyz, Kings of Crunk. Ca khúc "Oye" của anh cũng xuất hiện trong album nhạc phim của bộ phim 2 Fast 2 Furious một năm sau đó. Thêm nữa, anh cũng phát hành một số mixtape, bao gồm nhiều bản phối khí của các ca khúc rap nổi tiếng. Campbell cũng mời Pitbull hợp tác trong đĩa đơn "Lollipop".

## Sự nghiệp âm nhạc

### 2001–03: Luke Records và TVT Records
Năm 2001, Pitbull ký hợp đồng với hãng đĩa Luke Records của Jullian Boothe. Cũng trong năm đó, anh được giới thiệu với Robert Fernandez từ Famous Artist Music & Management, một hãng đĩa độc lập và là một công ty quản lý chuyên phát triển các nghệ sĩ thành lập bởi Diaz Brothers, một bộ đôi nhà sản xuất đã ký hợp đồng với công ty. Fernandez đã nhìn thấy năng lực của Pitbull nên đã bắt đầu làm việc để huấn luyện cho Pitbull. Fernandez sau đó đã giới thiệu Pitbull với Lil Jon, bảo đảm để Pitull có một vị trí nhỏ trong album sắp tới của anh, Kings of Crunk. Theo như Fernandez cho biết thì Jon khá là thích Pitbull, thế nên Pitbull đã góp giọng trong một ca khúc của Jon, "Pitbulls Cuban Rideout", với hi vọng, ca khúc có thể nâng cao tên tuổi của nam ca sĩ trẻ.

### 2004–05:M.I.A.M.I.
Năm 2004, Pitbull phát hành album phòng thu đầu tay của mình với tựa đề M.I.A.M.I., với đĩa đơn đầu tay "Culo" được sản xuất bởi Lil Jon và The Diaz Brothers. Đĩa đơn đạt được vị trí thứ 32 trên bảng xếp hạng Billboard Hot 100 và vị trí thứ 11 trên bảng xếp hạng Hot Rap Tracks. Ngoài ra còn có bốn đĩa đơn khác được phát hành: "Dammit Man", "Back Up", "Toma", và "That's Nasty". Pitbull cũng tham gia trong Anger Management Tour, tour diễn hip hop của Eminem và 50 Cent. Ngoài ra anh cũng có xuất hiện trong đĩa đơn "Shake" của cặp đôi Ying Yang Twins, đĩa đơn này đã đạt vị trí thứ 41 trên bảng xếp hạng Hot 100 và vị trí thứ 12 trên bảng xếp hạng nhạc rap. Album phối khí Money Is Still a Major Issue được phát hành vào tháng 11 năm 2004, có thêm một ca khúc mới, "Everybody Get Up", một ca khúc hát cùng với nhóm nhạc hip-hop/R&B Pretty Ricky.

### 2006–08:El MarielvàThe Boatlift

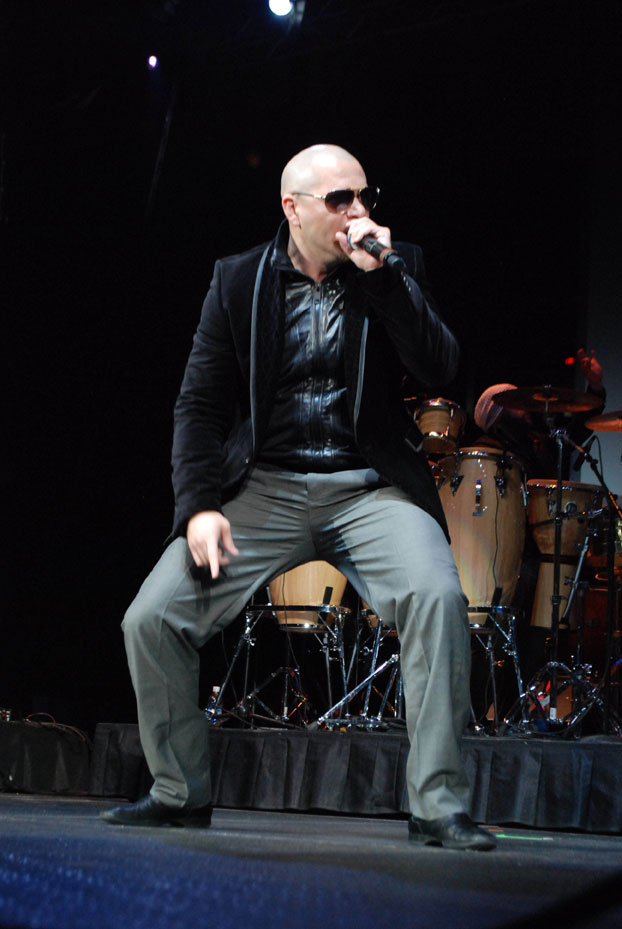
Pitbull bểu diễn tại Allstate Arena, B96 Jingle Bash, Chicago vào 15 tháng 12 năm 2009

Vào tháng 1 năm 2006, Pitbull trở thành khách mời cho bộ phim truyền hình South Beach của kênh UPN. Cũng trong năm 2006, anh thu âm ca khúc "Nuestro Himno", phiên bản tiếng Tây Ban Nha của quốc ca nước Mỹ, ca khúc có sự hợp tác của Wyclef Jean, Carlos Ponce, Olga Tañón và nhiều ca sĩ khác. Trong Listennn... the Album, album phòng thu đầu tay của thành viên ban nhạc Terror Squad, DJ Khaled, Pitbull có góp giọng trong hai đĩa đơn"Holla at Me" và "Born-N-Raised", cùng với nhiều ca sĩ nhạc rap khác.
El Mariel, album phòng thu thứ hai của Pitbull, được phát hành vào ngày 31 tháng 10 năm 2006. Album này anh làm dành riêng cho người cha đã mất vào tháng 5 năm đó. Ngoài các bài hát nói về tiệc tùng như thông thường, Pitbull cũng thêm vào El Mariel các bài hát mang chủ đề chính trị. Album bao gồm các đĩa đơn "Bojangles", "Ay Chico (Lengua Afuera)", "Fuego", và bản song ca với nam ca sĩ người Puerto Rica Ken-Y, "Dime (Remix)". El Mariel lọt vào bảng xếp hạng Billboard 200 tại vị trí #17 và vị trí á quân trên bảng xếp hạng nhạc rap.
Album phòng thu thứ ba của Pitbull, The Boatlift, được phát hành vào tháng 11 năm 2007, mở đầu với đĩa đơn "Secret Admirer", đĩa đơn có sự góp giọng của nam ca sĩ Lloyd. Trước đó, Pitbull có tiết lộ rằng album phòng thu này sẽ có thêm nhiều gangsta rap hơn hai album trước đó. Các đĩa đơn khác có thể kể đến như "Go Girl" hợp tác với Trina, "The Anthem" hợp tác với Lil Jon, và "Sticky Icky". Đặc biệt, "The Anthem" có sử dụng một đoạn nhạc mẫu từ điệp khúc của "El Africano", một ca khúc của Wilfrido Vargas, và ca khúc "Calabria" của Rune RK. "The Anthem" đã lọt vào bảng xếp hạng Hot 100 tại vị trí #36 và vị trí #11 trên bảng xếp hạng Hot Rap Tracks.
Chương trình truyền hình của riêng Pitbull, Pitbull's La Esquina, ra mắt lần đầu tiên vào tháng 5 năm 2007 trên kênh truyền hình cáp mun2. Ngoài ra anh cũng xuất hiện trong ca khúc "Move Shake Drop" của DJ Laz và ca khúc "Feel It" của DJ Felli Fel.

### 2009–10:RebelutionvàArmando

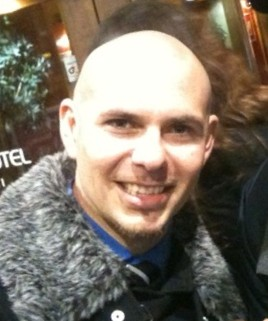
Pitbull năm 2010.

Để quảng bá cho album phòng thu thứ tư của mình, Rebelution, Pitbull đã phát hành đĩa đơn "I Know You Want Me (Calle Ocho)" qua hãng thu âm Ultra Records sau khi hãng thu âm cũ của anh, TVT Records, bị phá sản. Trước đó, đĩa đơn "Krazy" đã đạt được vị trí #30 trên bảng xếp hạng Hot 100 và #11 trên bảng xếp hạng Hot Rap Tracks. "I Know You Want Me (Calle Ocho)" thì đạt được vị trí cao hơn, #2 trên bảng xếp hạng Hot 100 và lọt vào Top 10 trên các bảng xếp hạng của Anh, Canada, Hà Lan và Ý. Hơn thế nữa, ca khúc này đã giành được ngôi vị quán quân trên bảng xếp hạng của Pháp và bảng xếp hạng European Hot 100 vào tuần lễ kết thúc ngày 29 tháng 8 năm 2009. Vào ngày 11 tháng 12 năm 2009, Billboard thông báo bảng xếp hạng cuối năm ở Canada, với "I Know You Want Me (Calle Ocho)" đạt vị trí #7 trên bảng xếp hạng Hot 100 và vị trí #2 trên bảng xếp hạng CHR/Top 40. Sau đó, Pitbull đã ký hợp đồng với hãng thu âm Polo Grounds Music qua công ty mẹ, Sony Music, và lập ra một hãng đĩa thu âm riêng lấy tên là Mr. 305 Inc. Một đĩa đơn khác trong album là "Hotel Room Service", ca khúc có sử dụng một đoạn nhạc mẫu từ "Push the Feeling On", đã đạt vị trí #9 trên bảng xếp hạng Hot 100. Pitbull cũng có góp giọng trong "Shooting Star", đĩa đơn đầu tay của nam ca sĩ nhạc rap David Rush (nghệ danh Young Bo$$), cùng với Kevin Rudolf và LMFAO. Đây là lần thứ hai Pitbull hợp tác với David Rush, kể từ khi thu âm ca khúc "Go Girl" (trong album The Boatlift). Một đoạn video có cảnh Pitbull đấm một đối tượng gây rối tại buổi hòa nhạc ở Colorado đã bị tuồn lên mạng vào cuối tháng 5 năm 2009. Sau đó Pitbull đã giải thích cho MTV News rằng, có một người hâm mộ đã ném tiền lên sân khấu, và sau khi Pitbull kéo anh ta lên sân khấu, anh ta đã tiếp tục ném tiền vào mặt Pitbull. Một đĩa đơn khác khá nổi tiếng của Pitbull trong năm 2009 là "Blanco", hợp tác với Pharrell Williams của ban nhạc The Neptunes, một ca khúc nhạc phim Fast & Furious. Anh ngoài ra cũng hợp tác với nữ danh ca, diva hàng đầu của Mexico Paulina Rubio trong bản phối khí cho một ca khúc của cô, "Ni Rosas Ni Juguetes", vào tháng 11 năm 2009.
Năm 2010, Pitbull đã thu âm phần rap cho ca khúc từ thiện ủng hộ nạn nhân ở Haiti, "Somos El Mundo", phiên bản tiếng Tây Ban Nha của "We Are the World", với sự góp giọng của rất nhiều nghệ sĩ Latin. Anh cũng gọp giọng trong "Armada Latina", đĩa đơn thứ tư từ Rise Up, album phòng thu của huyền thoại nhạc rap Latin, Cypress Hill. "Armada Latina" được sản xuất bởi Jim Jonsin và ngoài ra cũng có sự góp giọng của Marc Anthony. Pitbull sau đó cũng hợp tác với Alexandra Burke trong đĩa đơn "All Night Long" và với Usher trong đĩa đơn "DJ Got Us Fallin' in Love".
Pitbull cũng đã phát hành album phòng thu tiếng Tây Ban Nha đầu tiên và cũng là album phòng thu thứ năm của mình, Armando vào ngày 2 tháng 11 năm 2010. Bốn đĩa đơn trong album lần lượt là "Watagatapitusberry", "Maldito Alcohol", "Bon, Bon" và "Tu Cuerpo". Anh cũng là một trong những nghệ sĩ nhận được nhiều đề cử nhất trong Lễ trao giải Billboard Latin Music Awards.

### 2011–nay:Planet PitvàGlobal Warming

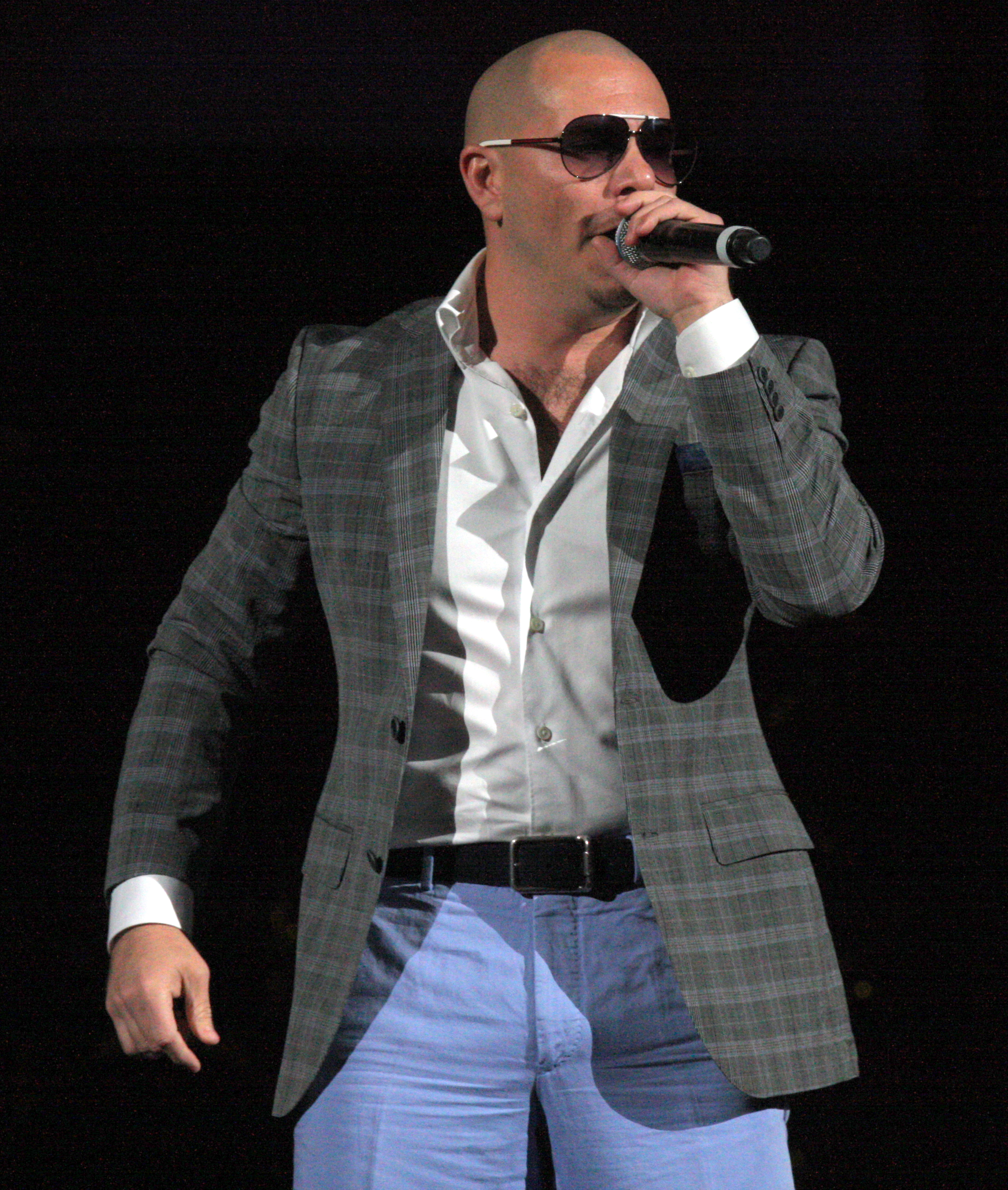
Pitbull biểu diễn năm 2011

Pitbull phát hành album phòng thu tiếng Anh, Planet Pit, vào ngày 21 tháng 6 năm 2011. Anh hợp tác với T-Pain trong đĩa đơn đầu tiên, "Hey Baby (Drop It to the Floor)". Ngoài ra, Pitbull cũng đảm nhận phần rap trong đĩa đơn "On the Floor" của nữ ca sĩ Jennifer Lopez. Vào ngày 22 tháng 3 năm 2011, Pitbull phát hành đĩa đơn thứ hai từ Planet Pit, "Give Me Everything" hợp tác với Ne-Yo, Afrojack, Nayer, và ba tháng sau, đĩa đơn này trở thành đĩa đơn đầu tiên trong sự nghiệp của Pitbull giành được ngôi vị quán quân trên bảng xếp hạng Billboard Hot 100. Ngày 2 tháng 5 năm 2011, anh cùng với Mýa xuất hiện trên WWE Raw để tổ chức lễ sinh nhật cho The Rock. Pitbull cũng xuất hiện với tư cách là nghệ sĩ khách mời cho chương trình Conan vào ngày 1 tháng 8 năm 2011. Vào ngày 22 tháng 8 năm 2011, Lindsay Lohan đã khởi kiện Pitbull, Ne-Yo và Afrojack bởi trong phần lời của ca khúc "Give Me Everything" có nhắc đến tên của cô.
Album phòng thu thứ bảy của Pitbull, được thông báo rằng sẽ có tên là Global Warming. Anh thông báo trên Facebook rằng album sẽ được phát hành vào ngày 19 tháng 11 năm 2012, và đĩa đơn đầu tiên của album có tên là "Get It Started", hợp tác với nữ ca sĩ Shakira. Anh cũng có thu âm một ca khúc cho bộ phim Men in Black 3, "Back in Time", có sử dụng một đoạn nhạc mẫu từ "Love Is Strange" của Mickey & Sylvia.

## Danh sách đĩa nhạc
- 2004: M.I.A.M.I.
- 2006: El Mariel
- 2007: The Boatlift
- 2009: Rebelution
- 2010: Armando
- 2011: Planet Pit
- 2012: Global Warming

Album tổng hợp
- 2005: Money Is Still a Major Issue
- 2012: Original Hits

## Tour lưu diễn
- 2009–2011: Rebelution Tour
- 2012: Planet Pit World Tour

## Danh sách phim
| Phim           | Phim                             | Phim         | Phim               |
| Năm            | Phim                             | Vai diễn     | Ghi chú            |
| -------------- | -------------------------------- | ------------ | ------------------ |
| 2012           | La Gasolina: Reggaeton Explosion | Chính anh ấy | Phim tài liệu      |
| 2012           | Blood Money                      | Chính anh ấy |                    |
| 2013           | Epic                             | Bufo         |                    |
| 2013           | Jennifer Lopez: Dance Again      | Chính anh ấy | Quay phim          |
| Truyền hình    |                                  |              |                    |
| Năm            | Tên                              | Vai diễn     | Ghi chú            |
| 2007           | Punk'd                           | Chính anh ấy |                    |
| 2007–2008      | La Esquina                       | Chính anh ấy | 2 tập              |
| 2012           | Shark Tank                       | Chính anh ấy | Ngôi sao khách mời |
| 2012           | Dancing with the Stars           | Chính anh ấy | Khách mời          |
| Video trò chơi |                                  |              |                    |
| Năm            | Tên                              | Vai diễn     | Ghi chú            |
| 2006           | Scarface: The World Is Yours     |              | Lồng tiếng         |

## Giải thưởng và đề cử
| Năm  | Lễ trao giải                 | Hạng mục                                  | Đề cử                                     | Kết quả      |
| ---- | ---------------------------- | ----------------------------------------- | ----------------------------------------- | ------------ |
| 2008 | Teen Choice Awards           | Best Hip Hop Song                         | The Anthem                                | Đoạt giải    |
| 2009 | Billboard Latin Music Awards | Latin Digital Download Artist of the Year | Latin Digital Download Artist of the Year | Đoạt giải    |
| 2009 | Teen Choice Awards           | Best Hip Hop Song                         | I Know You Want Me (Calle Ocho)           | Đề cử        |
| 2010 | NRJ Music Awards             | International Song of the Year            | I Know You Want Me (Calle Ocho)           | Đề cử        |
| 2010 | Teen Choice Awards           | Best Rap Artist                           | Best Rap Artist                           | Đề cử        |
| 2011 | ALMA Awards                  | Favorite Male Music Artist                | Favorite Male Music Artist                | Đoạt giải    |
| 2011 | American Music Awards        | Favorite Pop/Rock Artist                  | Favorite Pop/Rock Artist                  | Đề cử        |
| 2011 | Latin Billboard Music Awards | Latin Rhythm Airplay Song of the Year     | Bon, Bon                                  | Đề cử        |
| 2011 | Latin Billboard Music Awards | Latin Rhythm Album of the Year            | Armando                                   | Đề cử        |
| 2011 | Latin Billboard Music Awards | Latin Rhythm Airplay Artist               | Latin Rhythm Airplay Artist               | Đề cử        |
| 2011 | Latin Grammy Awards          | Best Urban Music Album                    | Armando                                   | Đề cử        |
| 2011 | Latin Grammy Awards          | Best Urban Song                           | Bon, Bon                                  | Đề cử        |
| 2011 | Teen Choice Awards           | Best Hip Hop Song                         | Give Me Everything                        | Đề cử        |
| 2011 | PopCruch Music Awards        | Best Song of the Year                     | Give Me Everything                        | Đề cử        |
| 2011 | Billboard Music Awards       | Best Latin Artist                         | Best Latin Artist                         | Đề cử        |
| 2011 | MTV Europe Music Awards      | Best Hip Hop Artist                       | Best Hip Hop Artist                       | Đề cử        |
| 2011 | MTV Video Music Awards       | Best Pop Video                            | Give Me Everything                        | Đề cử        |
| 2011 | MTV Video Music Awards       | Best Collaboration                        | Give Me Everything                        | Đề cử        |
| 2011 | American Music Awards        | Favorite Latin Artist                     | Favorite Latin Artist                     | Đề cử        |
| 2012 | People's Choice Awards       | Favorite Hip Hop Artist                   | Favorite Hip Hop Artist                   | Đề cử        |
| 2012 | NRJ Music Awards             | International Artist of the Year          | International Artist of the Year          | Đề cử        |
| 2012 | Billboard Music Awards       | Hot 100 Song                              | Give Me Everything                        | Đề cử        |
| 2012 | Billboard Music Awards       | Top Latin Song                            | Bon, Bon                                  | Đề cử        |
| 2012 | Billboard Music Awards       | Top Rap Song                              | Give Me Everything                        | Đề cử        |
| 2012 | Billboard Music Awards       | Top Radio Song                            | Give Me Everything                        | Đoạt giải    |
| 2012 | Teen Choice Awards           | Single by Male Artist                     | Give Me Everything                        | Đề cử        |
| 2012 | Teen Choice Awards           | Male Artist                               | Male Artist                               | Đề cử        |
| 2012 | Teen Choice Awards           | R&B/Hip-Hop Artist                        | R&B/Hip-Hop Artist                        | Đề cử        |
| 2012 | Teen Choice Awards           | Music Star Male                           | Music Star Male                           | Đề cử        |
| 2012 | MTV Video Music Awards       | Best Latino Artist                        | Best Latino Artist                        | Đề cử        |
| 2012 | MgM AWARDS                   | Best Male                                 | Best Male                                 | Đề cử        |
| 2012 | ALMA Awards                  | Favorite Male Music Artist                | Favorite Male Music Artist                | Đoạt giải    |
| 2012 | MTV Europe Music Awards      | Best Song of the Year                     | International Love                        | Chưa công bố |
| 2012 | MTV Europe Music Awards      | Best Male                                 | Best Male                                 | Chưa công bố |
| 2012 | American Music Awards        | Favorite Pop/Rock Male Artist             | Favorite Pop/Rock Male Artist             | Chưa công bố |
| 2012 | American Music Awards        | Favorite Latin Artist                     | Favorite Latin Artist                     | Chưa công bố |